# Сапонара
Сапонара (італ. Saponara, сиц. Sapunara) — муніципалітет в Італії, у регіоні Сицилія,  метрополійне місто Мессіна.
Сапонара розташована на відстані близько 490 км на південний схід від Рима, 185 км на схід від Палермо, 11 км на захід від Мессіни.
Населення — 4051 особа (2014).

## Демографія
Населення за роками:

Станом на 1 січня 2023 року в муніципалітеті офіційно проживав 61 іноземець з 18 країн, серед них 25 громадян країн Євросоюзу та 4 громадяни України.

## Сусідні муніципалітети
- Мессіна
- Рометта
- Віллафранка-Тіррена